# 神戶市營地下鐵
神戶市營地鐵（日语：／ Kōbe Shiei Chikatetsu */?）是日本兵庫縣神戶市的地鐵，由神戶市交通局營運。在法律上神戶市營地下鐵被称为“神戶市高速铁道”，但与神戶市的第三種鐵道事業公司神戶高速鐵道没有关系。
雖然名義上神戶地鐵共有5條路線，但因西神延伸線、西神線與山手線以「西神·山手線」名称直通运转，之后北神線也和此線直通，所以實際上連同海岸線也只有2條路線；若將北神線另計，則為3條路線。在神戶市之西區、須磨區、長田區、兵庫區、中央區、北區等6區裡有路線通過。

## 历史
神戶市營地下鐵开通前，神戶的轨道交通主力为神户市电，但是随着私家车普及，神户市电在1971年拆除。神戶地下铁建设早在1920年代就提出，1928年神户有力人士提出地下铁建设计划，但受到市议会以“与市营地下铁冲突”为由而否决，但是该计划在40年后，1968年以神戶高速鐵道形式建成。
在神戶高速鐵道开始营业同时，神戶市營地下鐵计划也浮上台面，1969年神户通过由4条路线组成的地下铁计划，其中连接市中心与西區新市镇的西神線作为动工第一条路线，其次是连接山陽新幹線新神戶站的山手線。神戶市營地下鐵于1972年动工，1977年首通段西神線名谷 - 新長田間開通，1983年山手線新長田 - 大倉山間開通，1985年西神延伸線首通段開通，1987年西神延伸線学園都市 - 西神中央間開通，至此直通运转的「西神·山手線」全线完工，并在1988年开始与原本是阪急電鐵子公司北神急行電鐵所營運之北神線直通运转。
1993年西神·山手線开始运行快速列车，是日本首个运营快速列车的公营地下铁。1994年神戶市營地下鐵海岸線动工。然而1995年1月17日发生阪神大地震，神户受灾严重，西神·山手線至3月31日完成全线所有车站修复，同时快速列车因震灾停止开行，并在同年7月正式废除。
2001年海岸線全线--新長田 - 三宮・花時計前間開通。2002年神戶市營地下鐵设置日本最初的終日女性专用车厢。2020年6月1日北神急行電鐵正式將北神線資產售予神戶市交通局，使其成為神戶市營地鐵的所屬路線。

## 路線列表
神戶市營地下鐵路线均采用1435mm标准轨距，并以1,500伏特直流電高架電纜供电。海岸線采用迷你地下鐵規格。
| 路線顏色     | 記號 | 中文線名     | 中文線名     | 日文線名 | 日文線名 | 开通年份      | 起點                    | 終點                    | 距離（公里） |
| ------------ | ---- | ------------ | ------------ | -------- | -------- | ------------- | ----------------------- | ----------------------- | ------------ |
| 營業鐵道路線 |      |              |              |          |          |               |                         |                         |              |
| 綠色         | S    | 西神·山手線  | 西神延伸線   |          |          | 1985          | 名谷（S12）             | 西神中央（S17）         | 30.2         |
| 綠色         | S    | 西神·山手線  | 西神線       |          | 1977     | 名谷（S12）   | 新長田（S09）           |                         | 30.2         |
| 綠色         | S    | 西神·山手線  | 山手線       |          | 1983     | 新長田（S09） | 新神戶（S02）           |                         | 30.2         |
| 茶色         | S    | 北神線       | 北神線       |          |          | 1988          | 谷上（S01）             | 新神戶（S02）           | 30.2         |
| 藍色         | K    | 海岸線       | 海岸線       |          |          | 2001          | 三宮·花時計前（K01）    | 新長田（K10）           | 7.9          |
| 計畫鐵道路線 |      |              |              |          |          |               |                         |                         |              |
|              |      | 西神再延伸線 | 西神再延伸線 |          |          |               | 西神中央站 - 東播磨方面 | 西神中央站 - 東播磨方面 |              |

## 车辆

### 現有車輛

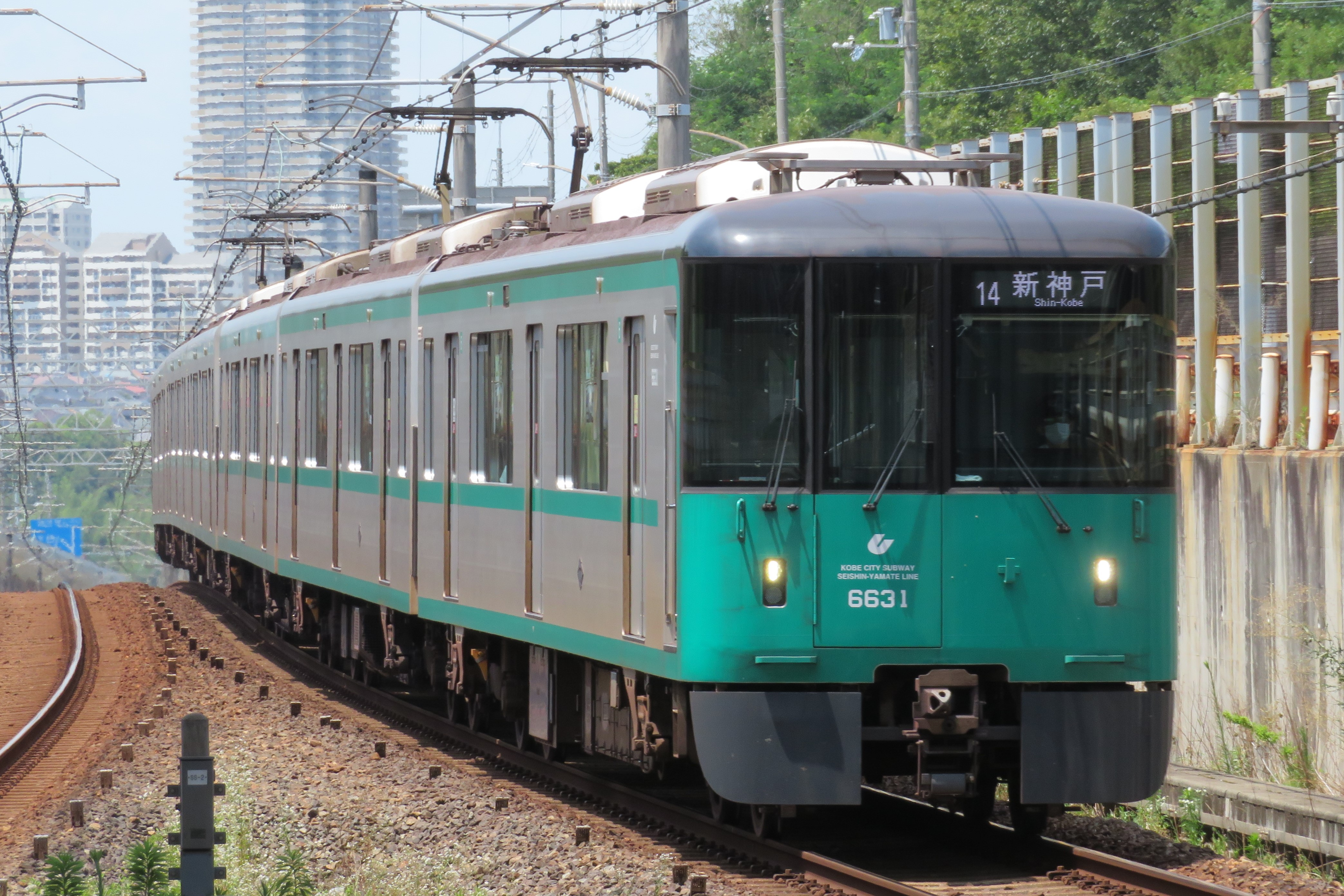
6000型
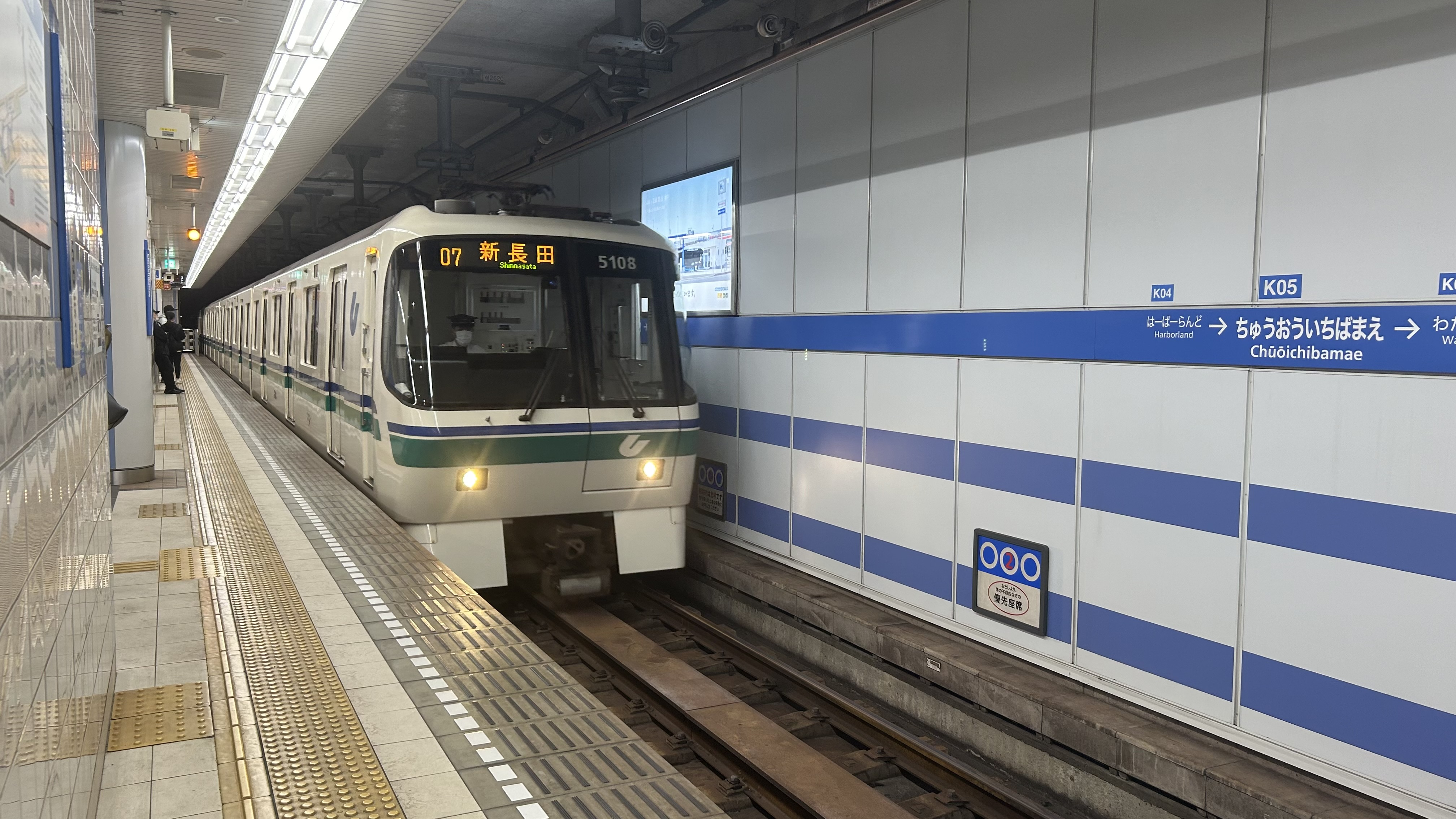
5000型

- 6000型（日语：神戸市交通局6000形電車）：西神·山手線用，2019年投入，[7]6辆编组、29组，共174辆。
- 5000型（日语：神戸市交通局5000形電車）：海岸線用，2001年投入，4辆编组、10组，共40辆。

### 除役車輛

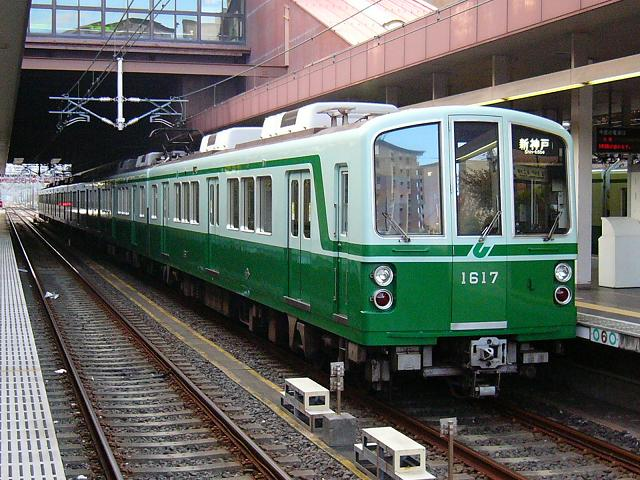
1000形
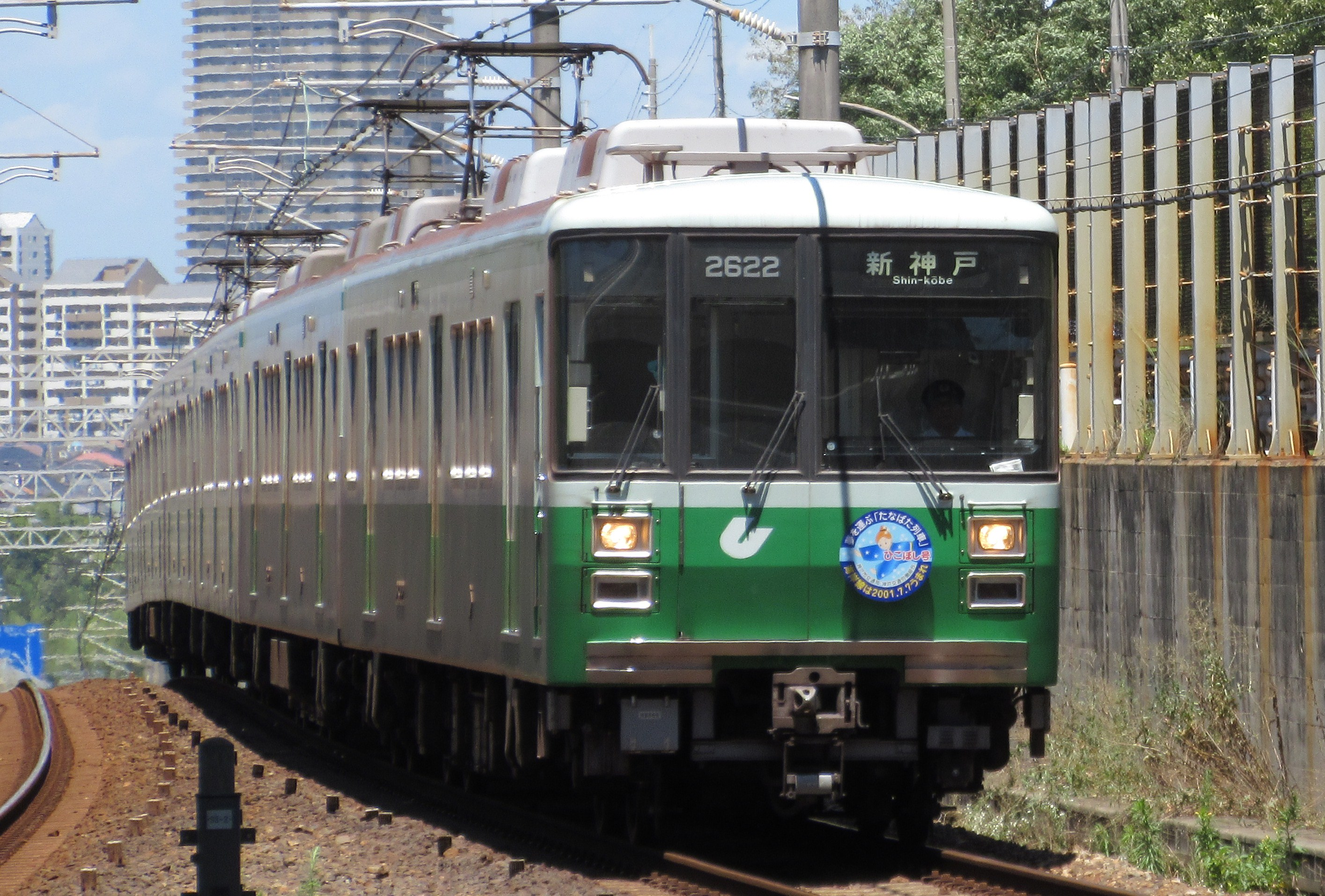
2000形
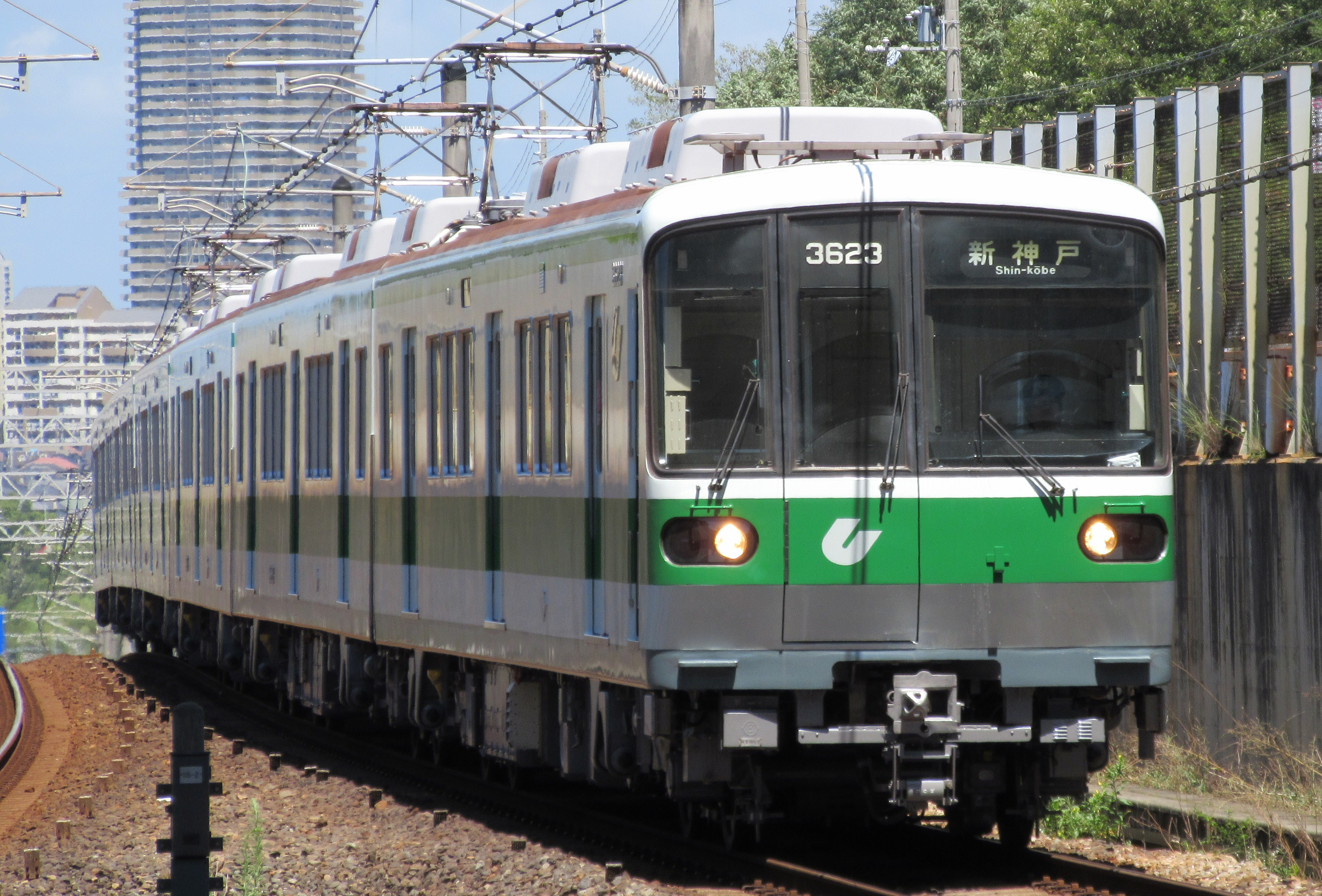
3000形
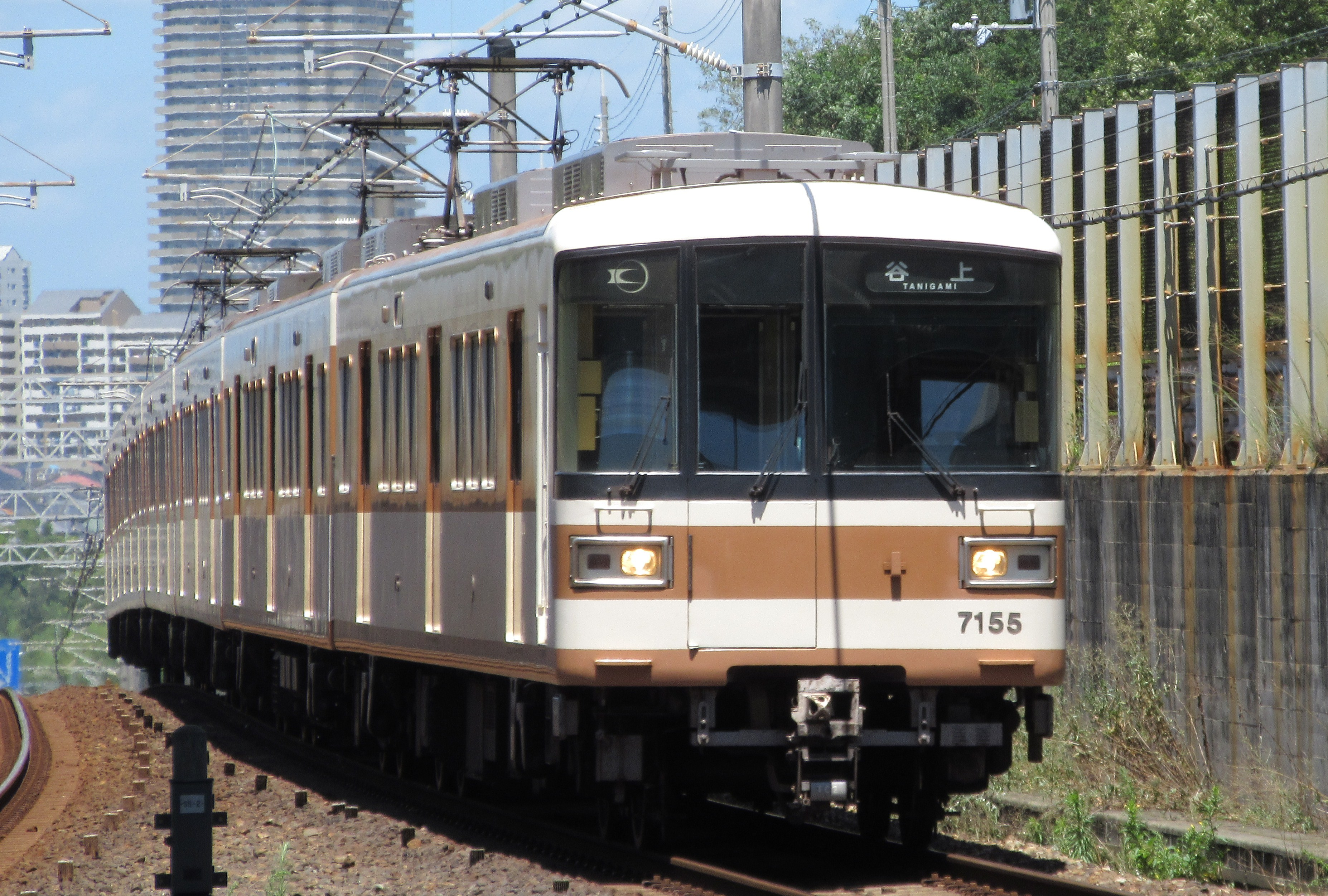
7000系

目前除役車輛皆为西神·山手線車輛
- 1000型（日语：神戸市交通局1000形電車）：1977年投入，6辆编组、18组，共108辆，2023年8月17日運用終了。[8]
- 2000型（日语：神戸市交通局2000形電車）：1988年投入，6辆编组、4组，共24辆，2022年3月運用終了。[9]
- 3000型（日语：神戸市交通局3000形電車）：1992年投入，6辆编组、6组，共36辆，2021年7月24日運用終了。[10]
- 7000系（日语：北神急行電鉄7000系電車）：1988年投入，继承自北神急行电铁，6辆编组、5组，共30辆，2023年8月17日運用終了。[8]

## 未来计划
目前神戶市營地下鐵有西神再延伸線计划，即自西神中央站继续向西延伸，有3条备选路线，分别是延伸至西明石站方面 (西明石・西神線)、東播磨方面 (往加古川線厄神站)、神戶電鐵粟生線押部谷站方面，由于神戶市的财政困境，目前没有具体计划。

## 廣播語言
日語及英語廣播，部分觀光客使用較多的車站，會有漢語及韓語的到站廣播，及一些轉乘資訊。

## 營運狀況
神戶地鐵營運狀況不佳，在2008年度之虧損累計約14億2,254萬日圓，累積負債約達1,196億3,642萬日圓。根據神戶市交通局平成29年度（2017年）財報，西神·山手線該年盈餘約59億6,623日圓、海岸線虧損42億8,446萬日元，地鐵累積負債約769億日元。

## 關連條目
- 城市軌道交通系統
- 地铁列表
- 日本城市軌道交通系統
- 日本地下铁系统

## 外部連結
- 神戶市交通局 （页面存档备份，存于）
- 運行情報